# Caio Mânlio Vulsão (tribuno consular em 379 a.C.)
Caio Mânlio Vulsão ou Cneu Mânlio Vulsão (em latim: Gaius Manlius Vulso ou Gnaeus Manlius Vulso) foi um político da gente Mânlia nos primeiros anos da República Romana, eleito tribuno consular em 379 a.C..

## Tribunato consular (379 a.C.)
Segundo Lívio, em 379 a.C., Caio Mânlio foi eleito tribuno com Públio Mânlio Capitolino, Caio Sestílio, Lúcio Júlio Julo, Marco Albínio e Lúcio Antíscio. Segundo os Fastos Capitolinos, foram eleitos ainda Públio Trebônio e Caio Erenúcio.
Este foi um ano para o qual foram eleitos um número igual de tribunos patrícios e plebeus.
Lúcio Júlio permaneceu em Roma enquanto o comando da campanha contra os volscos foi entregue, através de um procedimento extraordinário, a Públio Mânlio e seu irmão, Caio Mânlio. Apesar da inexperiência dos comandantes, a campanha só não terminou como uma derrota completa graças ao valor dos soldados romanos.